# Барон Милнер Лидсский
Барон Милнер Лидсский из Раундхэя в городе Лидс — наследственный титул в системе Пэрства Соединённого королевства. Он был создан 20 декабря 1951 года для британского политика Джеймса Милнера (1889—1967), бывшего депутата Палаты общин от Юго-Восточного Лидса (1929—1951). Его единственный сын, Артур Джеймс Майкл Милнер, 2-й барон Милнер Лидский (1923—2003), был одним из девяноста избранных наследственных пэров, которые остались в Палате лордов после принятия Акта Палаты лордов 1999 года. 2-й лорд Милнер Лидсский, как и его отец, был лейбористом. 
По состоянию на 2024 год носителем титула являлся единственный сын последнего, Ричард Джеймс Милнер, 3-й барон Милнер Лидсский (род. 1959), который сменил своего отца в 2003 году.

## Бароны Милнер Лидсские (1951)
- 1951—1967: Джеймс Милнер, 1-й барон Милнер из Лидса (12 августа 1889 — 16 июля 1967), старший сын Джеймса Генри Милнера (1863—1948)[1];
- 1967—2003: Артур Джеймс Майкл Милнер, 2-й барон Милнер из Лидса (12 сентября 1923 — 20 августа 2003), единственный сын предыдущего[2];
- 2003 — настоящее время: Ричард Джеймс Милнер, 3-й барон Милнер из Лидса (род. 16 мая 1959), единственный сын предыдущего[3]

Наследника баронского титула нет.